# Cixius kalehensis
Cixius kalehensis är en insektsart som beskrevs av Van Stalle 1988. Cixius kalehensis ingår i släktet Cixius och familjen kilstritar. Inga underarter finns listade i Catalogue of Life.